# AA Luziânia
Der Associação Atlética Luziânia, in der Regel nur kurz Luziânia genannt, ist ein Fußballverein aus Luziânia im brasilianischen Bundesstaat Goiás.
Aktuell spielt der Verein in der Série B der Distriktmeisterschaft von Brasília.

## Erfolge
Männer:
- Distriktmeisterschaft von Brasília: 2014, 2016

Frauen:
- Distriktmeisterschaft von Brasília: 2006

## Stadion
Der Verein trägt seine Heimspiele im Estádio Zequinha Roriz, auch unter dem Namen Estádio José Roriz Aguiar bekannt, in Luziânia aus. Das Stadion hat ein Fassungsvermögen von 21.546 Personen.

## Trainerchronik
Stand: August 2021
| Trainer           | Nation    | von  | bis   |
| ----------------- | --------- | ---- | ----- |
| Ubirajara Veiga   | Brasilien | 2007 |       |
| Celso Teixeira    | Brasilien | 2009 | 2010  |
| Flávio Barros     | Brasilien | 2010 |       |
| oão Carlos Cavalo | Brasilien | 2012 |       |
| Marquinhos Bahia  | Brasilien | 2013 |       |
| Marcos Antônio    | Brasilien | 2013 |       |
| Ricardo Antônio   | Brasilien | 2015 | 2017  |
| Evilásio          | Brasilien | 2017 |       |
| Luis Carlos Souza | Brasilien | 2017 |       |
| Jairo Araújo      | Brasilien | 2018 |       |
| Luis Carlos Souza | Brasilien | 2019 |       |
| Jailton Ferrer    | Brasilien | 2020 |       |
| Sebastião Rocha   | Brasilien | 2020 |       |
| Ricardo Antônio   | Brasilien | 2021 | heute |